# Райан, Джозеф (гребец)
Джозеф Райан (англ. Joseph Ryan, 23 ноября 1879, Бруклин, Нью-Йорк — 30 апреля 1972, Милтон, Массачусетс) — американский гребец, чемпион летних Олимпийских игр 1904.
На Играх 1904 в Сент-Луисе Райан только в соревнованиях двоек без рулевого вместе со своим соотечественником Робертом Фернемом. Вместе они стали чемпионами с результатом 10:57,0 и выиграли золотые медали.